# مرقة صفاقسية

تعرف أيضا بمرقة الصبارص أو مرقة بالمكرك أو مرقة خبز الشعير وهي أكلة شعبية صفاقسية. تحتوي المرقة على البصل، الثوم، الزيت، الطماطم والفلفل الأخضر والسمك (صبارص خاصة). تضفي البهارات نكهة مميزة لهذه الأكلة والتي من أهمها: فلفل أكحل، فلفل أحمر، كمّون وملح. 

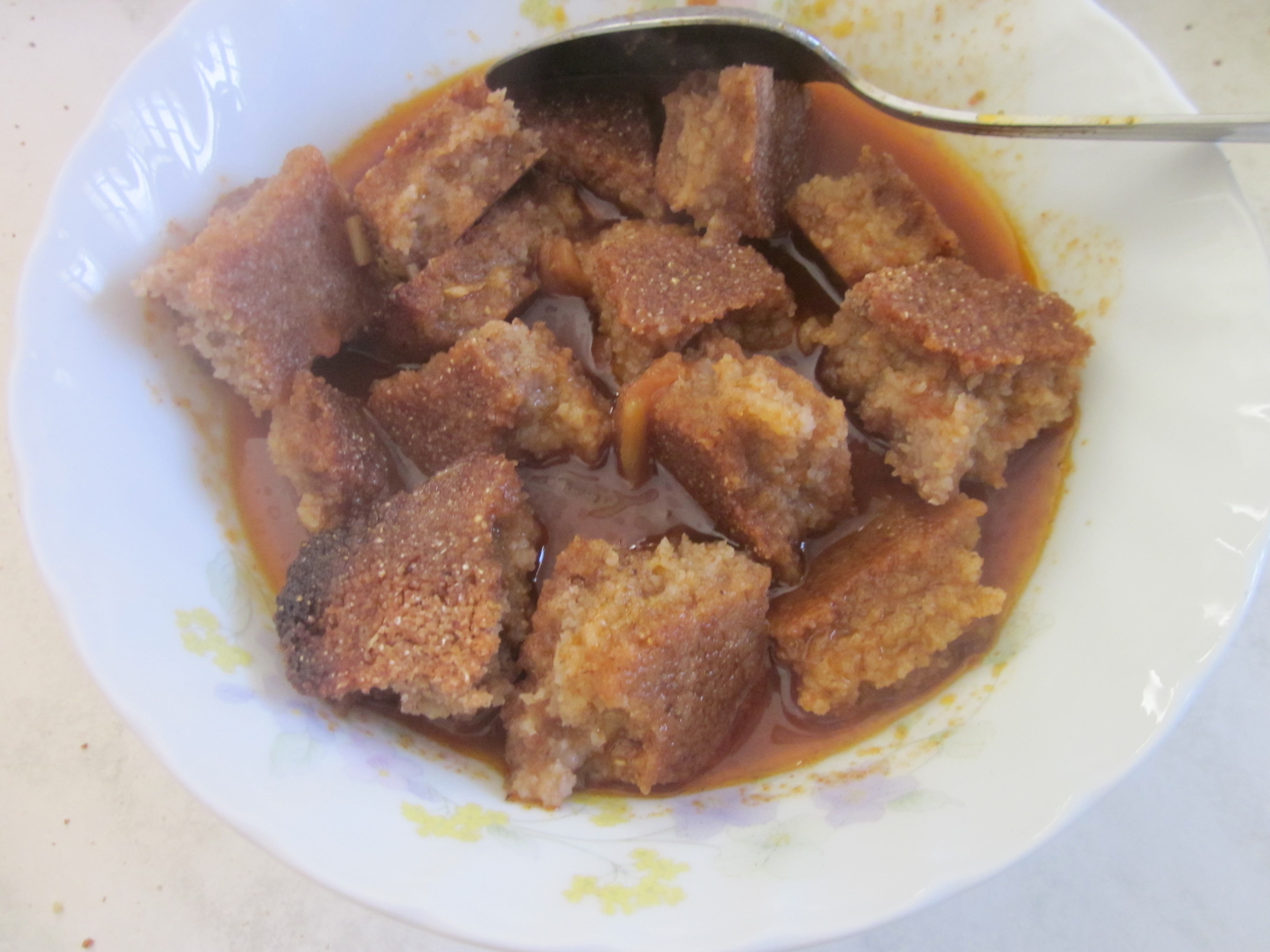
مرقة بخبز الشعير

## طريقة الطهي
يسخن الزيت ومن ثم يضاف إليه البصل المقطع (رأس كبير) ويحرك حتى يحمرًّ ليضاف إليه بعد ذلك قطع الطماطم (أو ملعقتي طماطم) وثلاث ملاعق فلفل أحمر وملعتان كمون وبضعة فصوص من الثوم المرفوس. يجب مواصلة التحريك لتجنب الالتصاق مع إضافة القليل من الماء بين الفينة والأخرى. يضاف الفلفل الأخضر والملح وتتكون بعد ذلك ما يسمى بالتقلية.

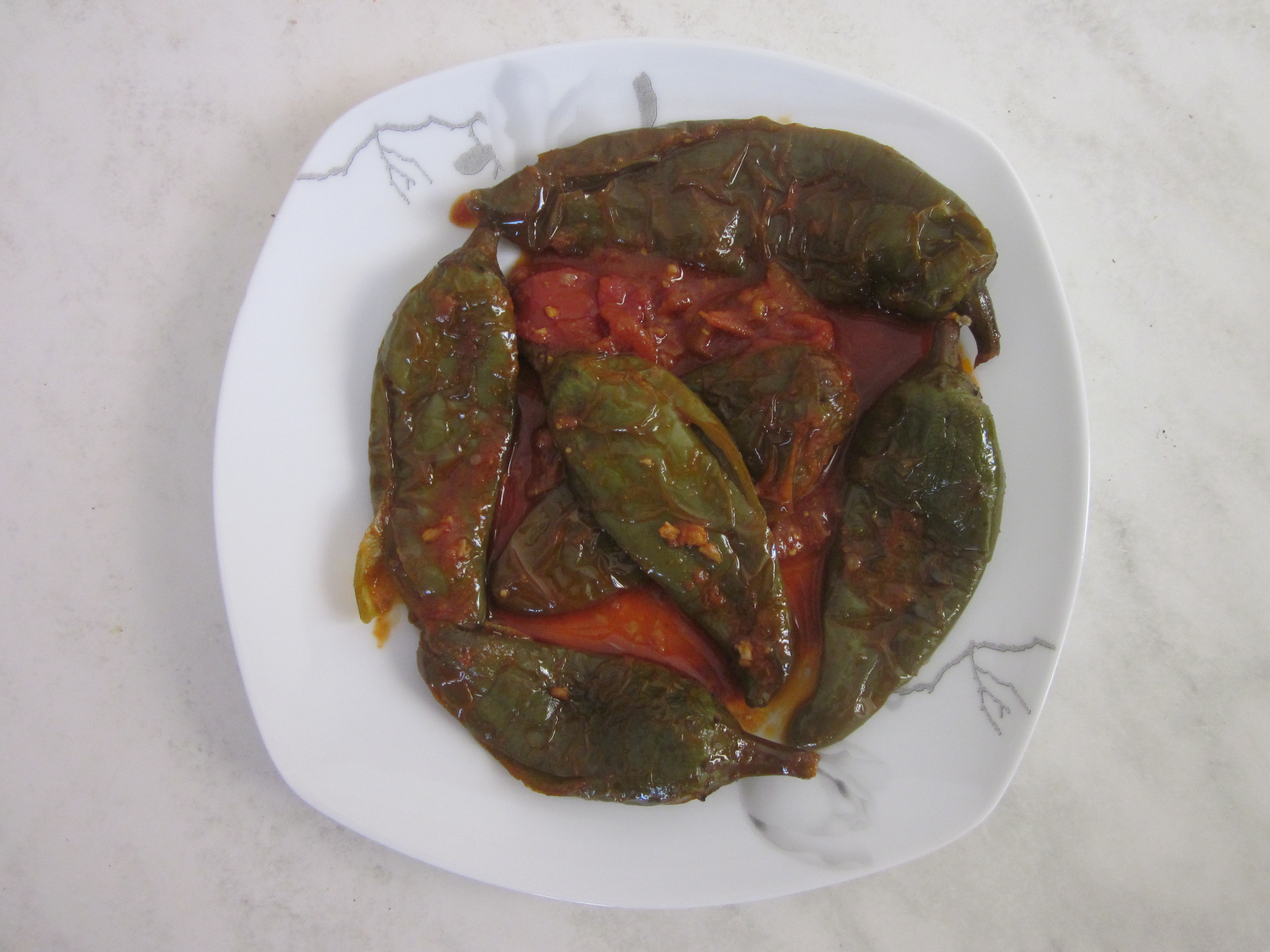
تقلية مرقة

يسكب بعد ذلك مقدار كبير من الماء وتسمى هذه العملية بالمرقان. 

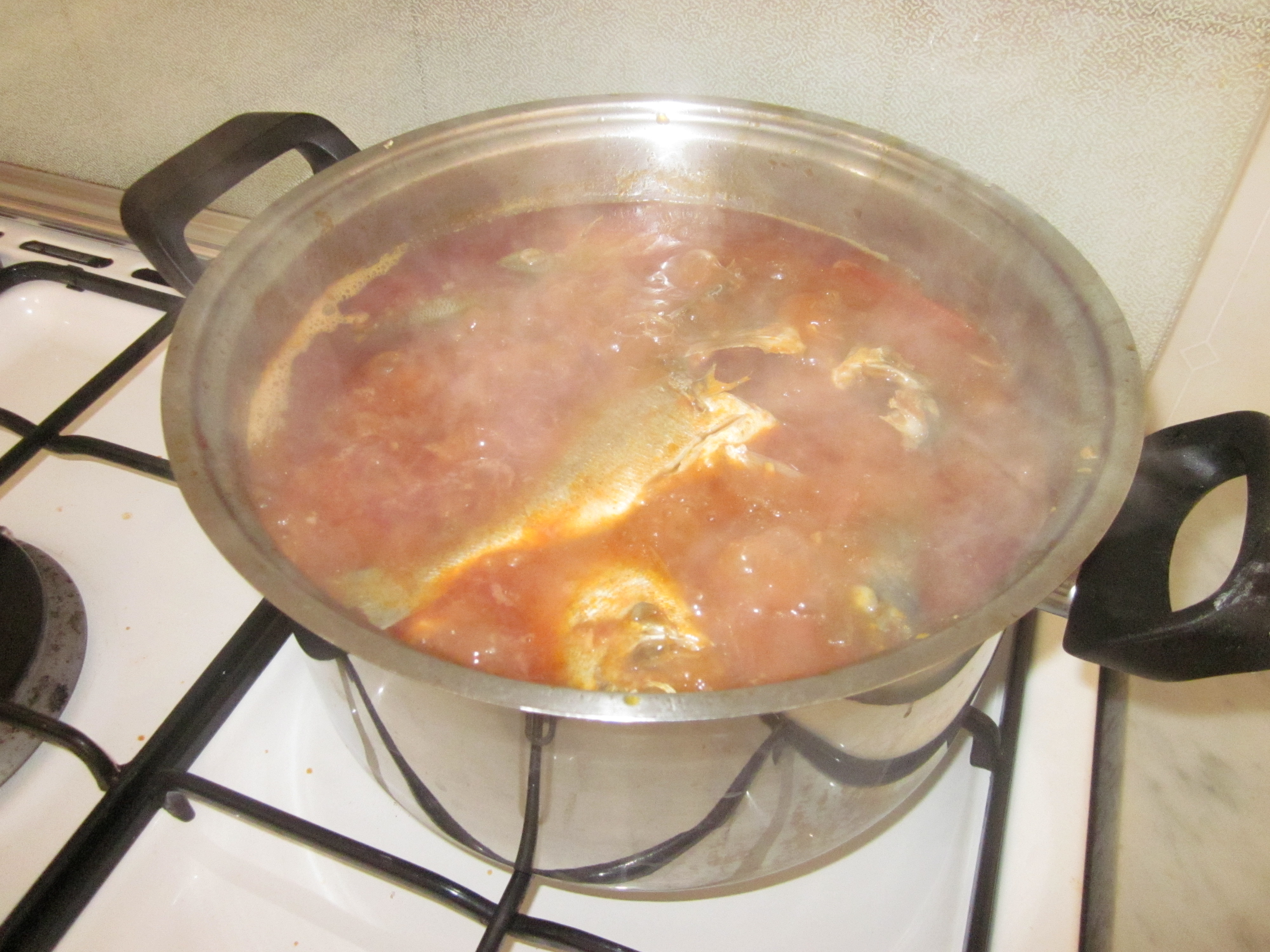
مرقة أثناء الطهي

عندما يبدأ المرق بالغليان يتم إضافة السمك والذي ما يكون عادة سمك الصبارص [الإنجليزية] المتواجد بكثرة في البحر الذي يحد مدينة صفاقس من الشرق. كما يمكن أيضا إضافة أنواع أخرى من السمك كالمناني، السردوك، الميلة وغيرها. بعد عشرون دقيقة تقريبا تكون المرقة جاهزة للأكل.

## كيفية الأكل
يوضع المرق في إناء ويفرك (يقسّم إلى قطع صغيرة) فيه «المكرك» أو «خبز الشعير». المكرك هو عبارة عن خبز يتم قطعه شرائح ووضعه في الفرن لييبس. 

مكرك

بينما يتم إعداد خبز الشعير بخلط التشيش والزيت والماء والقليل من الملح وتركه في الفرن حتى ينضج. 

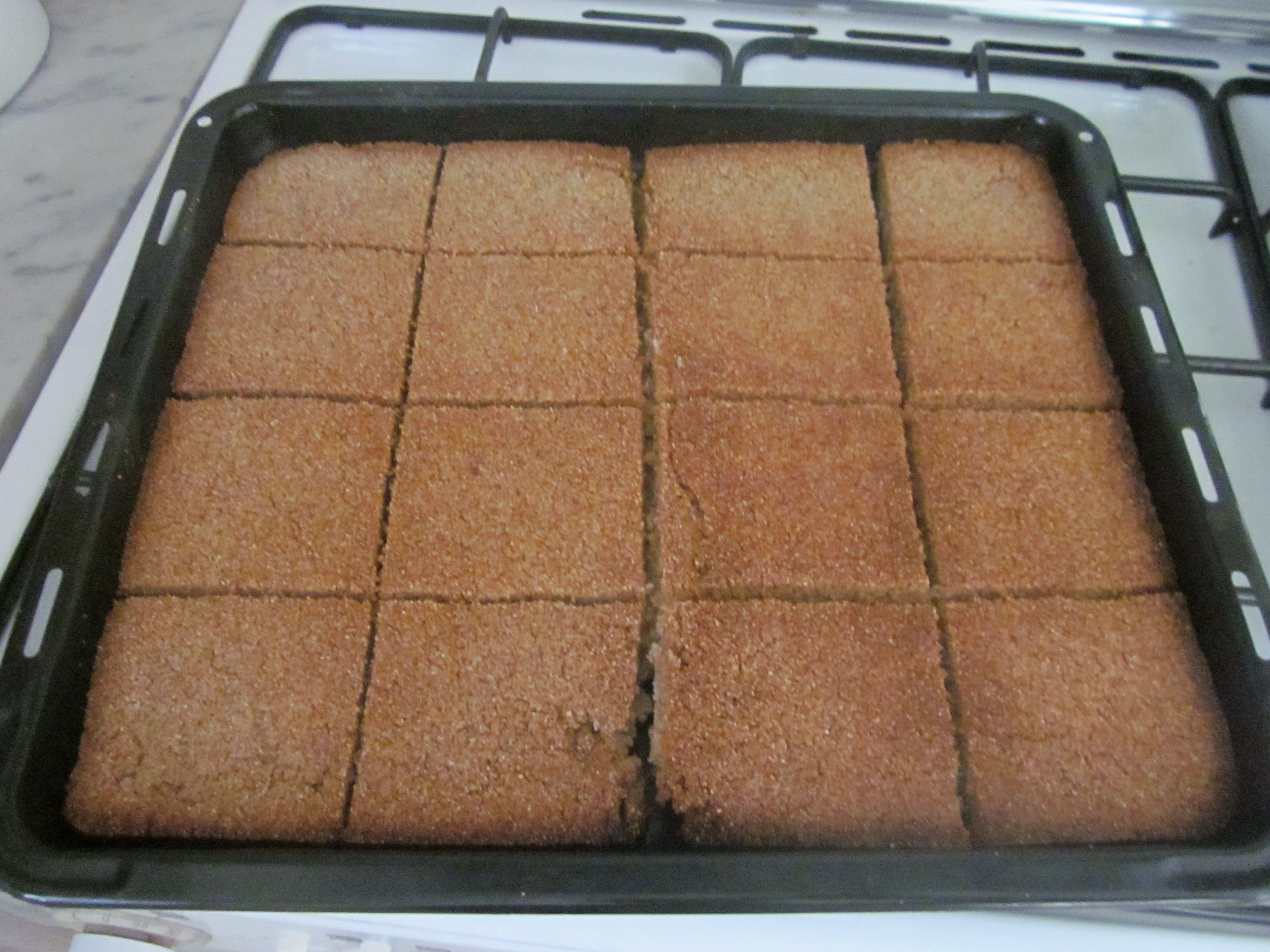
خبز الشعير

يوضع السمك في طبق آخر ويؤكل في نفس الوقت مع المكرك (أو خبز الشعير) المغمس في المرق. يمكن إضافة القليل من الليمون لإعطاء مذاق مميز للمرقة الصفاقسية.

## روابط خارجية
- صور تروي التراث الصفاقسي
- موسوعة الأسماك (من بينها الصبارص)